# 1999 OH4
1999 OH4, também escrito como 1999 OH4, é um objeto transnetuniano (TNO) que está localizado no cinturão de Kuiper, uma região do Sistema Solar. Este corpo celeste possui uma magnitude absoluta (H) de 8,3 e, tem um diâmetro estimado com cerca de 96 km.

## Descoberta
1999 OH4 foi descoberto no dia 18 de julho de 1999.

## Órbita
A órbita de 1999 OH4 tem uma excentricidade de 0.037 e possui um semieixo maior de 40.373 UA. O seu periélio leva o mesmo a uma distância de 38.891 UA em relação ao Sol e seu afélio a 41.854.